# Mignavillers
Mignavillers é uma comuna francesa na região administrativa de Borgonha-Franco-Condado, no departamento de Alto Sona. Estende-se por uma área de 7,59 km². Em 2010 a comuna tinha 356 habitantes (densidade: 46,9 hab./km²).